# Hamza Banouh
Hamza Banouh est un footballeur algérien né le 7 mai 1990 à Kouba dans la wilaya d'Alger. Il évolue au poste d'avant centre.

## Biographie
Le 13 mars 2018, il se met en évidence avec l'ES Sétif, en étant l'auteur d'un doublé en championnat, sur la pelouse de l'USM Alger. Il ne peut toutefois empêcher la défaite de son équipe, qui s'incline 3-2.
Cette même année, il participe à la Ligue des champions d'Afrique avec le club de l'ES Sétif. Il joue dix matchs dans cette compétition. L'ES Sétif s'incline en demi-finale face au club égyptien d'Al Ahly.
Lors de l'été 2019, il signe un contrat de deux ans en faveur de la JS Kabylie.
Avec la JSK, participe de nouveau à la Ligue des champions d'Afrique, lors de la saison 2019-2020. Il se met en évidence lors du premier tour, en inscrivant un doublé face au club guinéen d'Horoya AC.
Le 21 décembre 2019, il se met de nouveau en évidence avec la JSK, en marquant un doublé en championnat, lors de la réception du NC Magra (victoire 3-0).

## Palmarès
| MO Béjaïa - Coupe d'Algérie (1) : - Vainqueur : 2014-15. |  | O Médéa - Championnat d'Algérie D2 (1) : - Champion : 2015-16. |